# Ludwigia arcuata
Ludwigia arcuata är en dunörtsväxtart som beskrevs av Thomas Walter. Ludwigia arcuata ingår i släktet ludwigior, och familjen dunörtsväxter. Inga underarter finns listade i Catalogue of Life.